# Gustav Christian Schwabe
Gustav Christian Schwabe (* 10. Mai 1813 in Hamburg; † 10. Januar 1897 in London) war ein deutscher Kaufmann, Reeder und Kunstförderer. Er schenkte der Kunsthalle Hamburg seine wertvolle Gemäldesammlung und leitete damit den Ausbau und die Modernisierung des Museums ein.

## Leben
Schwabe wurde 1813 als Sohn eines jüdischen Kaufmanns geboren, der mit seiner ganzen Familie 1819 zur Evangelisch-Lutherischen Kirche konvertierte. Gustav Schwabe erlernte wie sein Vater den Kaufmannsberuf und trat 1834 als Partner in das gleichzeitig umbenannte Handelshaus Boustead, Schwabe and Company ein. 1838 wechselte Schwabe nach Liverpool, wo er der renommierten Kommissionärs-Firma von Edward Little beitrat. Little starb im darauffolgenden Jahr. Es wird vermutet, dass Schwabe ihn beerbte. Zu den Schwerpunkten der Geschäftstätigkeit Schwabes gehörte der Wollhandel.
Schwabe ging anschließend weitere lukrative Geschäftspartnerschaften ein, unter anderem mit der in Liverpool ansässigen John Bibby & Sons und anderen Schifffahrtsgesellschaften sowie der Belfaster Werft Harland & Wolff. Deren Mit-Eigner Gustav Wilhelm Wolff war ein Neffe Schwabes. 1867 erwarb Schwabe mit Geschäftspartner Thomas Ismay die bankrotte White Star Line, wobei Schwabe seine Beteiligungen geschickt miteinander verknüpfte: Die neu gegründete White Star Line kaufte ihre Schiffe ausschließlich bei Harland & Wolff und nahm erfolgreich den hart umkämpften Wettbewerb in der kommerziellen Passagierschifffahrt auf der Nordatlantik-Route auf. Außerdem gehörte Schwabe zu den Finanziers des Reeders Albert Ballin, dem Generaldirektor der Hamburg-Amerikanischen Packetfahrt-Actien-Gesellschaft (HAPAG).
Schwabe lebte später überwiegend in London. Er erwarb sich einen Ruf als leidenschaftlicher Kunstsammler und -mäzen. Zu großem Wohlstand gekommen, setzte er sich 1893 zur Ruhe.

## Schwabe und die Hamburger Kunsthalle
Im Herbst 1883 verhandelte Schwabe mit der Hamburger Kunsthalle, um ihr seine 128 Gemälde umfassende Sammlung englischer Künstler zu stiften. Zusätzlich spendete er 6.000 Pfund (damals 120.000 Mark) für einen Erweiterungsbau, um die Sammlung geschlossen zeigen zu können. Zur Anerkennung erhielt Schwabe im November 1886 die Hamburger Ehrenbürgerwürde. Als im Dezember 1886 die erweiterte Kunsthalle eröffnete, hatte sie mit Alfred Lichtwark auch den ersten professionellen Direktor eingestellt, unter dem sie überregional an Prestige gewann.